# دانيال باين
دانيال باين (بالإنجليزية: Daniel Payne)‏ هو مؤلف وقسيس أمريكي، ولد في 24 فبراير 1811 في تشارلستون في الولايات المتحدة، وتوفي في 2 نوفمبر 1893.